# Quique Setién
Enrique Setién Solar, noto anche come Quique Setién (Santander, 27 settembre 1958), è un allenatore di calcio ed ex calciatore spagnolo, di ruolo centrocampista, tecnico del Beijing Guoan.

## Caratteristiche tecniche
Da giocatore, è stato un centrocampista centrale dotato di buona tecnica.

## Carriera

### Giocatore

#### Club
Esordisce in Liga con la maglia del Racing Santander nella stagione 1977-1978. Dopo otto stagioni e 110 presenze con la squadra cantabrica, nel 1985 viene acquistato dall'Atlético Madrid, dove rimane tre stagioni, vincendo una Supercoppa di Spagna. Nel 1988-1989 si trasferisce al CD Logroñés e, dopo quattro stagioni, fa ritorno al Racing Santander. Termina la carriera nel 1996 nel Levante, dove contribuisce alla conquista della promozione in Segunda División.
Nel 2001 è stato eletto miglior giocatore della storia del Racing da un sondaggio promosso fra i tifosi.

#### Nazionale
Ha totalizzato 3 presenze con la nazionale spagnola, esordendo nella partita Spagna-Austria (0-0) del 20 novembre 1985. È stato anche convocato per il Mondiale 1986, senza mai scendere in campo.

### Allenatore
Dopo aver terminato l'attività agonistica, intraprende la carriera di allenatore nel 2001-2002, guidando il Racing Santander alla promozione nel massimo campionato. Seguono esperienze sulle panchine del Poli Ejido nel 2003, della nazionale equatoguineana nel 2006 e del CD Logroñés nel 2007-2008.
Dal 2009 fino al 2015 allena il Lugo, ottenendo una promozione in seconda serie nella stagione 2011-2012. Il 20 ottobre 2015 subentra sulla panchina del Las Palmas, dove resta per due stagioni.
Nella stagione 2017-2018 passa ad allenare il Betis, dove trascorre due stagioni. Nella prima conquista il sesto posto valido per la qualificazione in Europa League. L'anno dopo arriva decimo in campionato, alle semifinali di Coppa del Re e ai sedicesimi di Europa League.
Il 13 gennaio 2020 viene annunciato come nuovo tecnico del Barcellona in sostituzione di Ernesto Valverde. Esordisce sulla panchina blaugrana il 19 gennaio successivo, battendo 1-0 il Granada in Liga. Il 6 febbraio viene eliminato ai quarti di finale della Coppa del Re per mano dell'Athletic Bilbao. Deludenti anche gli esiti delle altre due competizioni: in campionato i blaugrana si fanno rimontare dal Real Madrid e arrivano secondi, mentre in Champions League escono ai quarti di finale contro il Bayern Monaco subendo una clamorosa sconfitta per 2-8. Di conseguenza, il 17 agosto il tecnico viene sollevato dall'incarico.
Il 25 ottobre 2022, dopo la decisione di Unai Emery di legarsi all'Aston Villa, sottoscrive un contratto fino al 30 giugno 2024 con il Villarreal, che in quel momento si trova al settimo posto in campionato con 18 punti dopo 11 gare e a punteggio pieno nel girone C di Conference League dopo 4 turni. Da quest'ultima competizione viene eliminato agli ottavi dall'Anderlecht, mentre in ambito nazionale termina il campionato al quinto posto. Il 5 settembre 2023, a seguito di un negativo avvio di stagione (tre sconfitte e una vittoria nelle prime quattro di campionato), viene sollevato dall'incarico.

## Statistiche

### Cronologia presenze e reti in nazionale
| Cronologia completa delle presenze e delle reti in nazionale ― Spagna | Cronologia completa delle presenze e delle reti in nazionale ― Spagna | Cronologia completa delle presenze e delle reti in nazionale ― Spagna | Cronologia completa delle presenze e delle reti in nazionale ― Spagna | Cronologia completa delle presenze e delle reti in nazionale ― Spagna | Cronologia completa delle presenze e delle reti in nazionale ― Spagna | Cronologia completa delle presenze e delle reti in nazionale ― Spagna | Cronologia completa delle presenze e delle reti in nazionale ― Spagna |
| Data                                                                  | Città                                                                 | In casa                                                               | Risultato                                                             | Ospiti                                                                | Competizione                                                          | Reti                                                                  | Note                                                                  |
| --------------------------------------------------------------------- | --------------------------------------------------------------------- | --------------------------------------------------------------------- | --------------------------------------------------------------------- | --------------------------------------------------------------------- | --------------------------------------------------------------------- | --------------------------------------------------------------------- | --------------------------------------------------------------------- |
| 20-11-1985                                                            | Saragozza                                                             | Spagna                                                                | 0 – 0                                                                 | Austria                                                               | Amichevole                                                            | -                                                                     |                                                                       |
| 18-12-1985                                                            | Saragozza                                                             | Spagna                                                                | 2 – 0                                                                 | Bulgaria                                                              | Amichevole                                                            | -                                                                     | 72’                                                                   |
| 22-1-1986                                                             | Las Palmas de Gran Canaria                                            | Spagna                                                                | 2 – 0                                                                 | Unione Sovietica                                                      | Amichevole                                                            | -                                                                     | 46’                                                                   |
| Totale                                                                |                                                                       | Presenze                                                              | 3                                                                     |                                                                       | Reti                                                                  | 0                                                                     |                                                                       |

### Statistiche da allenatore

#### Club
Statistiche aggiornate al 9 settembre 2023.
| Stagione          | Squadra           | Campionato        | Campionato | Campionato | Campionato | Campionato | Coppe nazionali | Coppe nazionali | Coppe nazionali | Coppe nazionali | Coppe nazionali | Coppe continentali | Coppe continentali | Coppe continentali | Coppe continentali | Coppe continentali | Altre coppe | Altre coppe | Altre coppe | Altre coppe | Altre coppe | Totale | Totale | Totale | Totale | % Vittorie | Piazzamento     |
| Stagione          | Squadra           | Comp              | G          | V          | N          | P          | Comp            | G               | V               | N               | P               | Comp               | G                  | V                  | N                  | P                  | Comp        | G           | V           | N           | P           | G      | V      | N      | P      | %          | Piazzamento     |
| ----------------- | ----------------- | ----------------- | ---------- | ---------- | ---------- | ---------- | --------------- | --------------- | --------------- | --------------- | --------------- | ------------------ | ------------------ | ------------------ | ------------------ | ------------------ | ----------- | ----------- | ----------- | ----------- | ----------- | ------ | ------ | ------ | ------ | ---------- | --------------- |
| ott. 2001-2002    | Racing Santander  | SD                | 35         | 18         | 10         | 7          | CR              | 1               | 0               | 0               | 1               | -                  | -                  | -                  | -                  | -                  | -           | -           | -           | -           | -           | 36     | 18     | 10     | 8      | 50,00      | Sub. 2º (prom.) |
| lug.-nov. 2003    | Poli Ejido        | SD                | 12         | 2          | 4          | 6          | CR              | 1               | 0               | 0               | 1               | -                  | -                  | -                  | -                  | -                  | -           | -           | -           | -           | -           | 13     | 2      | 4      | 7      | 15,38      | Eson.           |
| 2007-gen. 2008    | CD Logroñés       | SDB               | 20         | 5          | 6          | 9          | CR              | 0               | 0               | 0               | 0               | -                  | -                  | -                  | -                  | -                  | -           | -           | -           | -           | -           | 20     | 5      | 6      | 9      | 25,00      | Eson.           |
| 2009-2010         | Lugo              | SDB               | 38         | 13         | 14         | 11         | CR              | 0               | 0               | 0               | 0               | -                  | -                  | -                  | -                  | -                  | -           | -           | -           | -           | -           | 38     | 13     | 14     | 11     | 34,21      | 7º              |
| 2010-2011         | Lugo              | SDB               | 38         | 22         | 9          | 7          | CR              | 6               | 2               | 1               | 3               | -                  | -                  | -                  | -                  | -                  | -           | -           | -           | -           | -           | 44     | 24     | 10     | 10     | 54,55      | 1º              |
| 2011-2012         | Lugo              | SDB               | 38         | 16         | 16         | 6          | CR              | 7               | 3               | 2               | 2               | -                  | -                  | -                  | -                  | -                  | -           | -           | -           | -           | -           | 45     | 19     | 18     | 8      | 42,22      | 3º (prom.)      |
| 2012-2013         | Lugo              | SD                | 42         | 15         | 11         | 16         | CR              | 1               | 0               | 0               | 1               | -                  | -                  | -                  | -                  | -                  | -           | -           | -           | -           | -           | 43     | 15     | 11     | 17     | 34,88      | 11º             |
| 2013-2014         | Lugo              | SD                | 42         | 14         | 12         | 16         | CR              | 2               | 0               | 1               | 1               | -                  | -                  | -                  | -                  | -                  | -           | -           | -           | -           | -           | 44     | 14     | 13     | 17     | 31,82      | 13º             |
| 2014-2015         | Lugo              | SD                | 42         | 11         | 16         | 15         | CR              | 2               | 1               | 1               | 0               | -                  | -                  | -                  | -                  | -                  | -           | -           | -           | -           | -           | 44     | 12     | 17     | 15     | 27,27      | 15º             |
| Totale Lugo       | Totale Lugo       | Totale Lugo       | 240        | 91         | 78         | 71         |                 | 18              | 6               | 5               | 7               |                    | -                  | -                  | -                  | -                  |             | -           | -           | -           | -           | 258    | 97     | 83     | 78     | 37,60      |                 |
| ott. 2015-2016    | Las Palmas        | PD                | 30         | 11         | 6          | 13         | CR              | 6               | 3               | 2               | 1               | -                  | -                  | -                  | -                  | -                  | -           | -           | -           | -           | -           | 36     | 14     | 8      | 14     | 38,89      | Sub. 11º        |
| 2016-2017         | Las Palmas        | PD                | 38         | 10         | 9          | 19         | CR              | 4               | 2               | 1               | 1               | -                  | -                  | -                  | -                  | -                  | -           | -           | -           | -           | -           | 42     | 12     | 10     | 20     | 28,57      | 14º             |
| Totale Las Palmas | Totale Las Palmas | Totale Las Palmas | 68         | 21         | 15         | 32         |                 | 10              | 5               | 3               | 2               |                    | -                  | -                  | -                  | -                  |             | -           | -           | -           | -           | 78     | 26     | 18     | 34     | 33,33      |                 |
| 2017-2018         | Betis             | PD                | 38         | 18         | 6          | 14         | CR              | 2               | 1               | 0               | 1               | -                  | -                  | -                  | -                  | -                  | -           | -           | -           | -           | -           | 40     | 19     | 6      | 15     | 47,50      | 6º              |
| 2018-2019         | Betis             | PD                | 38         | 14         | 8          | 16         | CR              | 8               | 3               | 4               | 1               | UEL                | 8                  | 3                  | 4                  | 1                  | -           | -           | -           | -           | -           | 54     | 20     | 16     | 18     | 37,04      | 10º             |
| Totale Betis      | Totale Betis      | Totale Betis      | 76         | 32         | 14         | 30         |                 | 10              | 4               | 4               | 2               |                    | 8                  | 3                  | 4                  | 1                  |             | -           | -           | -           | -           | 94     | 39     | 22     | 33     | 41,49      |                 |
| gen.-ago. 2020    | Barcellona        | PD                | 19         | 13         | 3          | 3          | CR              | 3               | 2               | 0               | 1               | UCL                | 3                  | 1                  | 1                  | 1                  | -           | -           | -           | -           | -           | 25     | 16     | 4      | 5      | 64,00      | Sub. 2º         |
| ott. 2022-2023    | Villarreal        | PD                | 27         | 14         | 4          | 9          | CR              | 4               | 3               | 0               | 1               | UECL               | 4                  | 0                  | 2                  | 2                  | -           | -           | -           | -           | -           | 35     | 17     | 6      | 12     | 48,57      | Sub. 5º         |
| lug.-set. 2023    | Villarreal        | PD                | 4          | 1          | 0          | 3          | CR              | 0               | 0               | 0               | 0               | UEL                | 0                  | 0                  | 0                  | 0                  | -           | -           | -           | -           | -           | 4      | 1      | 0      | 3      | 25,00      | Eson.           |
| Totale Villarreal | Totale Villarreal | Totale Villarreal | 31         | 15         | 4          | 12         |                 | 4               | 3               | 0               | 1               |                    | 4                  | 0                  | 2                  | 2                  |             | -           | -           | -           | -           | 39     | 18     | 6      | 15     | 46,15      |                 |
| Totale carriera   | Totale carriera   | Totale carriera   | 501        | 197        | 134        | 170        |                 | 47              | 20              | 12              | 15              |                    | 15                 | 4                  | 7                  | 4                  |             | -           | -           | -           | -           | 563    | 221    | 153    | 189    | 39,25      |                 |

#### Nazionale equatoguineana
Statistiche aggiornate al 31 dicembre 2006.
| Squadra            | Naz                           | dal             | al               | Record | Record | Record | Record     | Record | Record | Record | Record |
| G                  | V                             | N               | P                | GF     | GS     | DR     | % Vittorie |        |        |        |        |
| ------------------ | ----------------------------- | --------------- | ---------------- | ------ | ------ | ------ | ---------- | ------ | ------ | ------ | ------ |
| Guinea Equatoriale | Guinea Equatoriale (bandiera) | 1º ottobre 2006 | 31 dicembre 2006 | 1      | 0      | 0      | 1          | 0      | 3      | −3     | &0,00  |

#### Nazionale equatoguineana nel dettaglio
| ott.-dic. 2006            | Guinea Equatoriale        | Qual. Coppa d'Africa 2008 | Gruppo 5 - Esonerato      | 1 | 0 | 0 | 1 | &0,00 | 0 | 3 | -3 |
| Totale Guinea Equatoriale | Totale Guinea Equatoriale | Totale Guinea Equatoriale | Totale Guinea Equatoriale | 1 | 0 | 0 | 1 | 0,00  | 0 | 3 | -3 |

#### Panchine da commissario tecnico della nazionale equatoguineana
| Cronologia completa delle presenze e delle reti in nazionale ― Guinea Equatoriale | Cronologia completa delle presenze e delle reti in nazionale ― Guinea Equatoriale | Cronologia completa delle presenze e delle reti in nazionale ― Guinea Equatoriale | Cronologia completa delle presenze e delle reti in nazionale ― Guinea Equatoriale | Cronologia completa delle presenze e delle reti in nazionale ― Guinea Equatoriale | Cronologia completa delle presenze e delle reti in nazionale ― Guinea Equatoriale | Cronologia completa delle presenze e delle reti in nazionale ― Guinea Equatoriale | Cronologia completa delle presenze e delle reti in nazionale ― Guinea Equatoriale |
| Data                                                                              | Città                                                                             | In casa                                                                           | Risultato                                                                         | Ospiti                                                                            | Competizione                                                                      | Reti                                                                              | Note                                                                              |
| --------------------------------------------------------------------------------- | --------------------------------------------------------------------------------- | --------------------------------------------------------------------------------- | --------------------------------------------------------------------------------- | --------------------------------------------------------------------------------- | --------------------------------------------------------------------------------- | --------------------------------------------------------------------------------- | --------------------------------------------------------------------------------- |
| 7-10-2006                                                                         | Yaoundé                                                                           | Camerun                                                                           | 3 – 0                                                                             | Guinea Equatoriale                                                                | Qual. Coppa d'Africa 2008                                                         | -                                                                                 | Cap: -                                                                            |
| Totale                                                                            |                                                                                   | Presenze                                                                          | 1                                                                                 |                                                                                   | Reti                                                                              | 0                                                                                 |                                                                                   |

## Palmarès

### Giocatore

#### Competizioni nazionali
- Supercoppa di Spagna: 1

Atlético Madrid: 1985